# Бунтовници
Бунтовници (шп. Rebelde) мексичка је теленовела, продукцијске куће Телевиса аутора Криса Морена. Представља римејк аргентинске теленовеле Бунтовници прилагођене мексичкој омладинској публици, што доводи до разлике у ликовима. Серија се емитовала од 4. октобра 2004. до 2. јуна 2006. године на Каналу де лас естрелас.
У Србији серија се емитовала од 9. септембра 2006. до 13. августа 2008. године на Хепи ТВ, титлована на српски језик. Серија је издата на неколико ДВД издања у Србији.

## Радња
Четворо тинејџера похађа елитну, интернационалну и приватну школу. Мигел је дечко који школу похађа захваљујући стипендији. Његова жеља је да се освети човеку који је његовог оца упропастио, па се и због њега касније убио. Тада схвати да човек којег толико мрзи је Мијин отац, Мигелове школске љубави. Она је кћерка богатог и моћног човека Франка Колучија. Миа је најпопуларнија девојка у школи и увек је насмејана. Роберта је одувек живела у мајчиној сенци. Зато увек сумња у свој таленат и своју лепоту. Ту је још и Дијего, који се налази у сенци свога оца, који је познати политичар у Мексику и који на сваки начин покушава да Дијега увуче у политику.

### 1. сезона
Миа пред целом школом изводи стриптиз, бесна јер Франко није дошао на завршну приредбу. Дијего после приредбе бежи код Томаса кући, јер не жели да иде са родитељима у Лондон. Њих двојица излазе са девојкама и доживе саобраћајни удес, и Дијего завршава у болници. Алма уписује Роберту у Elite Way School. Роберта одлази у школу и одмах постаје непријатељица Мији. Мигел долази из Монтереја и у Мексику упознаје Лупиту и њену тетку Мајру. Леон жели да тужи Дијега због аутомобилске несреће. Али, посредништвом Дијегове мајке Мабел, Леон одустаје од тужбе.
Цела будућа четврта година иде у школско летовалиште. Тамо креће и Пилар, омражена директорова кћерка. Она одлучује свима да се освети и почне да објављује „школске новине“, у којима пише трачеве о другима. Остали сумњају да то пише Роберта. Дијего јој прети да ће је гурнути у воду ако не престане да пише трачеве о њему. На вечери, Лупита проналази нове школске новине. Дијего каже Роберти да је готова, ако нешто пише о њему. У новинама пише да је Дијегова гитара бачена у воду. Роберта искоришћава тренутак Дијего непажње и бежи из летовалишта.
Почиње школа. Јаз између ученика је све већи. Један новинар Роберти уваљује Марселина, једног напуштеног дечака. Она се брине о њему и крије га на школском поседу. Ускоро Дијего открива шта се дешава. Када Пилар сазна да Роберта крије Марселина, она то објављује у школским новинама. Социјална служба одводи Марселина, али га усваја Пепа, Алмина асистенткиња. Мислећи да је Дијего крив за све, Роберта шаље једну његову песму на радио. Леон се наљутио на Дијега, али га Томас спашава рекавши да је он послао песму.
Мигел се запошљава код Франка, што смета Мији. Селина се у то време забавља са Мигелом и шаље му разне скупе поклоне. Нико оптужује Мигела да је са Селином само из користи. Када Мигел раскине са њом, Селина бива много тужна и пада у депресију.
Због неплаћеног рачуна у клубу, настаје група РБД. Први чланови су Мигел, Роберта и Дијего, а Нико им је менаџер. Роберта налази другу женску чланицу, Селину. Миа моли Ђованија да изађе са Селином, а она ће за узврат изаћи са њим. Али, пред сам први наступ, Селина се наљутила на Мигела и Мију јер јој се мешају у живот и одбија да наступи. Као њена замена ускаче Миа, а они у клубу изводе песму "Solo quedate cilencio".
Чланови одлучују да Селина остаје у бенду, што много растужи Мију. Франко почиње да излази са Валеријом, женом коју је оставио пре више година због Марине, Мијине мајке. Мији се то не допада и жели да Валерија остави Франка. Миа одлучује да пише песме за групу.
Роберта и Дијего глуме да су пар да би једно другоме скинули родитеље са врата, као и да би сакрили групу. Али, таман пре него што се нешто стварно десило, појављује се Антонио и води Роберту на месец дана у Мадрид. Када се она врати, Дијего има нову девојку, Паолу. Лухан шаље Теу љубавна писма и потписује се као Роберта. Тео од штребера постаје прави фрајер. Роберта и он почињу да излазе. Миа постаје девојка школског наредника, Гастона.
Алма почиње да излази са Карлом, Франковим млађим братом. Франко се труди да спречи ту везу. Валерија тражи нове начине да напакости Мији. Мигел излази са Хулијетом, чији је бивши дечко члан Ложе. Тео се учланио у Ложу да би открио више о њима. Он сазнаје да на четвртој години има још један члан. Након што су све сабрали и одузели, Нико, Мигел и Тео схватају да је члан Ђовани. Дијего открива да је Паоли плаћено да буде са њим, што га је много повредило. Роберта и Карло одлазе на трку колима, где упознају Симона, који се замерио Роберти.
Мигел почиње да излази са Валеријином млађом сестром Лус Вивијаном. Лус Вивијана открива да је Миа у бенду (заувек је заменила Селину) и шаље Франку писмо у коме га обавештава о томе. Четврта година разоткрива Ложу. Ђовани бива избачен из школе, а Мадријага му помаже да се врати. Тео се налази у болници, јер је Ложа покушала да га убије. Он се заљубљује у Лухан, која крије да је то обострано. Франко забрањује Мији да пева у бенду.
Ђовани се враћа у школу. Дијего и Томас се кладе да ће Дијего успети да заведе Роберту. Роберта почиње да излази са његовим другом Факундом. Факундо и она треба да се тркају против Симона. Дијего жели да се Роберта трка са њим, зато шаље очеве људе да одузму Факунду кола. Роберта сазнаје за то и побесни. Дијего јој каже да је то урадио само да би се тркао са њом и љуби је.
Роберта и Дијего су неко време пар, а раскидају када Роберта сазнаје за опкладу. Лухан и Тео постају пар. Миа и Мигел глуме пар пред Франком. Роберта и Миа прослављају рођендан. Гастон открива истину о Мигелу. Иако су првобитно шокирани истином, Франко и Миа одлучују да не могу тек тако да одбаце Мигела, јер се он ипак показао као диван младић. Они откривају Мигелу да за то није крив Франко, већ Мијин стриц Карло. Група спрема велики наступ у арени Grand Rex.
Након наступа, родитељи и школа сазнају за РБД. Школа прети да ће их избацити ако и даље буду имали групу. Они наводно пристају да растуре РБД, али ипак то не чине. Роберта открива да Симон има дете, али њој то не смета. Симон ипак одлучује да се врати својој жени, због детета, и њих двоје раскидају.
Роберта и Дијего пристају да одрже другарске односе због групе. Дијего одлази са друговима на летовање, а Роберта са Лухан и Теом у Јужну Америку. Лупита и Нико напуштају школу и одлучују да се венчају. Мадријага даје отказ у школи и са својом вереницом, професорком Ренатом одлази у Африку да подучава сиромашну децу. Мигел одлази у Монтереј, а у његов авион улази и Миа, и њих двоје постају пар.

### 2. сезона
Миа и Мигел су на заједничком путовању у Канкуну, тако да касне на почетак пете године. На пету годину долазе нови ученици - Леонардо Бланко (Елејзер Гомез), Роко Бесаури (Дијего Гонзалес), Сол де ла Рива (Марија Фернанда Мало) и на трећу годину долази Лупитина полусестра Долорес (Вивијана Рамос), коју сви зову Лола. Леонардо је фин и васпитан младић, који је добар према свима, Роко је за све чудан, Сол је лепотица, али злобна. Лупитина млађа сестра Лола је бунтовна, јер мисли да њени родитељи више воле Лупита и мрзи што је стално са њом пореде.
Односи Роберте и Дијега нимало се не поправљају. Када се Миа и Мигел врате, РБД наставља са вежбама и пробама, радећи нове песме, Роберта одлази из бенда, али се после ипак врати. Лухан и Тео раскидају, а он почиње да излази са Ракел. Мија и Мигел се у почетку свађају због Сол, касније због Ромине, али остају пар до краја друге сезоне.
У школи се појављује нови наставник, Октавио Реверте. Он је у ствари прави Робертин отац. Он на све начине покушава да јој каже да јој је отац и да буде у што бољим односима са њом.

### 3. сезона
Пета година одлази на путовање у школски клуб и тамо дочекују нову годину. На почетку сезоне се дешава и фудбалска утакмица и сви момци из школе су љубоморни. Сол и даље покушава безуспешно да раздвоји Мију и Мигела, али то полази за руку Сабрини која је измислила причу да је спавала са Мигелом да би Мија и Мигел раскинули.
Роберта и Дијего су и даље на истом. Сада се појављује Хавијер, син Леонове нове веренице и представља се као Дијегов полубрат који ће све урадити да му напакости, али му неће успети јер Дијего и Ђовани испричају неке лажи које чује његов отац и исписује Хавијера из школе.
Сол све више губи пријатеље. Код Пилар и Томаса љубав цвета, али ће идилу покварити Сол. Селина поред свих прича да Мија не би требало да спава са Мигелом, ипак спава са Максом, са којим остаје трудна. Вико коначно признаје Року своја осећања и њих двоје постају пар. Код Лупите и Сантоса љубав цвета.
Када Гастон доживи несрећу и погине, Мигелово здравље се погоршава и он пада у кому да дуже време. Мија све време бди над њим, али најтеже ће јој пасти када јој Вико буде рекла да је са Роком и Мигелом нашла снимак на којем се види да између Мигела и Сабрине није било ништа. У почетку одбија Мигела, јер се није сетио ње кад се пробудио из коме и рекао је да му је Сабрина била девојка. Мигел се на концерту у Чикагу, у току песме Салваме присећа свега и то каже Мији у току концерта и они се пољубе. То слично чини и Дијего са Робертом. Када се Мигел спрема да оде у Монтереј код своје породице, Мија долази код њега у собу и моли га да не иде. Њих двоје остају пар, а на крају Мигел да Мији и веренички прстен.
Роберта и Дијего су такође постали пар. Њих је још више зближила цела ситуација са Мигелом, а на крају серије Роберта позива Мабел, Дијегову мајку, да дође у Мексико, што она на крају и уради.

## Ликови
Миа Колучи Касарес (Анаи Пуенте). Она је типична татина девојчица: размажена, велики материјалиста и оптерећена својим изгледом. Ипак испод те фасаде крије се усамљено срце које тражи нежност и љубав. Она је инфантилна девојка, али са позитивним осећањима. Отворена је, велики пријатељ, предаје се без резерве и граница. Она је најпопуларнија девојка у школи, најбоље другарице су јој Вико и Селина. Њој пристаје слика глупе плавуше, али ће се касније испоставити да је она много паметнија. Њен отац је популарни модни дизајнер Франко Колучи. Миа мисли да је њена мајка погинула, али ју је она напустила. Миа је члан групе РБД, са својим друговима Дијегом, Ђованијем, Лупитом, Робертом и својим дечком Мигелом. Свака девојка (са изузецима) жели да буде као Миа због њене лепоте, тела и због њеног гласа. Миа не излази из собе ако је емотивно повређена или ако се не осећа довољно лепом. Понекад се иза „барби“ лица тобоже савршене девојке крије, али то чини да би прикрила тугу, самоћу и потребу за нежношћу. Мији је највише стало до њених пријатеља. Никада није спавала са дечком из страха да је он не остави. Али са Мигелом је другачије, она жели да спава са њим, али се увек предомисли у последњем тренутку. У једном делу Миа жели да иде до краја, али је Мигел одбија јер мисли да ју је преварио и жели да јој призна док се не деси нешто, али се ипак испостави да је Мигел није преварио, већ је Сабрина то измислила да би раздвојила Миу и Мигела. На крају Миа, Роберта и Хосе Лухан постају полусестре када се Алма и Франко венчају.
Роберта Пардо Реј (Дулсе Марија) је најбунтовнија ученица у школи, ћерка је познате певачице Алме Реј и професора ликовног Мартина Ревертеа (она то не зна). Роберта увек нађе начин да реши проблем било да је њен или туђи. Њене најбоље другарице су Лупита и Хосе Лухан. Роберта је лепа и талентована певачица, али она то не види јер се увек пореди са својом мајком Алмом Реј. У серији њена љубав је Дијего Бустаманте. Они се један дан мрзе, а други дан воле. Кроз серију Роберта и Дијего се приближавају, свађају, постају непријатељи, постају пријатељи и све испочетка. Током већег дела прве сезоне они су вези, али само зато да Дијегов отац не сазна да је Дијего у бенду и да би Алма оставила Роберту на миру. Али се они заљубљују једно у друго. Роберта бива одвучен у Шпанију (на месец дана), њој недостаје Дијего, али када се вратила у Мексико сазнала је да Дијего има нову девојку Паулу (проститутку коју је Дијегов отац унајмио да Дијего изгуби невиност). При крају сезоне Дијего и Роберта су у вези, али када Томас исприча Роберти да је Дијего са њом само због опкладе, она раскида са њим. 
На крају Роберта помаже Дијегу да побегне од његовог оца и нађе му мајку (која је била приморана да га напусти због Дијеговог оца). Они се тада мире и до краја остају у вези, Роберта се зближава са Миом и оне постају полусестре када се Алма уда за Мијиног оца.
Лупита Фернандез (Маите Перони) потиче из сиромашне породице, али добија стипендију у Elite Way School. Она је стидљива, помало трапава, штребер … А опет је толико добра да не може и да хоће неком да учини нешто нажао. Слатка је и фина, нема неку оштрину која јој је потребна да би била прави бунтовник, али је увек ту да помири посвађане и никад никоме није досадна са својим проблемима. Увек добија одличне оцене, и већина је воли. Воли свима да помаже и обично је у добрим односима са свима. Током прве сезоне има дечка Ника кога много воли, и са којим је планирала да се венча, али он одлази у Израел. У другој сезони Леонардо се заљубљује у њу, али она не жели везу са њим, а и такође је Лола (њена млађа сестра) заљубљена у њега. Када он оде у САД, Сантос покушава да је освоји у чему и успева. 
Она има сестру Дулсе (касније сазнаје да јој није сестра) и полусестру Лолу коју много воли, али је Лола често гура од себе. Оне се најчешће свађају због момака. Касније сазнаје да је Лола усвојена. На крају треће сезоне се Лола и Лупита мире. Најбоље другарице су јој Роберта, Хосе Лухан и Миа.
Мигел Аранго (Алфонсо Ерера) долази из Монтереја (тамо му живе млађа сестра и мајка), али он не може да их посети јер нема новца и стипендиста је. Због стипендије прогањан је од тајне школске организације познате под именом "La Logia", која покушава да истера све стипендисте из школе. Он је лик са јаком нарави. Прави је бунтовник и борац за правду. Хоће једнакост између стипендиста и деце богаташа. Момци су супер са њим, цуре га јуре (али његово срце припада Мији). 
Он долази у школу са циљем да се освети породици Колући због смрти свог оца. Он покушава да се освети Франку Колућију преко његове ћерке Мије, али он се на први поглед заљубљује у Мију. Он мисли да је Мијин отац убио његовог оца, али се испоставља да је Карло узео читаво богатство Аранговом оцу и да се Мигелов отац толико наљутио да је учинио самоубиство. Када Мигел сазнаје за то он се осећа ужасно и заборавља на освету. Мија и Мигел лудачки заљубљени још од првог пута када су се видели, иако се праве да се мрзе. Он се налази у великом проблему када превари Миу са Сабрином Гусман која је опседнута Мигелом. Она се прави да је његова другарица, али након што се Мигел напије она га уверава да су спавали заједно. Он касније сазнаје, преко сигурносних камера да никада није спавао са Сабрина и покушава да поврати Миу. Касније он пада у кому. Мигел се буди из коме и сећа се само Дијега. Захваљујући Роберти он се сећа свога оца. Касније он грешком каже да је Сабрина његова девојка уместо Мие. Мигел сазнаје од Роберте и Дијега да је љубав његовог живота Миа. Касније Мигелу се враћа памћење на концерту РБД док Миа пева песму Салваме (што је њихова љубавна песма), где Миа сазнаје о Сабрининим лажима. У последњој епизоди Мигел даје Мији веренички прстен.
Дијего Бустаманте (Кристофер Укерман) је син политичког лидера Леона Бустамантеа. На почетку серије он је у вези са Вико, али је оставља зато што га она вара са Томасом. Он је био у вези са Робертом, али само да би могао да свира у бенду РБД. Кад је Роберта отишла у Европу, зато што ју је отац натерао, он се заљубљује у Паулу (девојку коју је његов отац унајмио да би Дијего изгубио невиност). Они одлучују да побегну заједно. Леон га проналази и исприча му истину о Паули. Он је оставља, јер је сазнао да је она спавала и са његовим оцем. У Канади он се љуби са Миом да би Роберта била љубоморна, што је и успело, јер се на крају пута они се страсно љубе. Дијего има обичај да када има неки проблем да потражи утеху у алкохолу. 
При крају прве сезоне он пада и удара главом у бетон. Он се прави да је изгубио памћење и покушава да смува Роберту, али он то ради само да би победио у опклади са Томасом. Он се заљубљује у Роберту, али када је она сазнала истину, раскида са њим. 
У другој сезони Дијего побеђује на изборима за председника ученика, али када сазнаје да је победио на превару он одлучује да подели своје место са Робертом. У трећој сезони РБД иде на турнеју. Дијего признаје Роберти да је воли, јер је мислио да ће се авион срушити. Роберта ради исто. Када се авион безбедно спустио Дијего каже Роберти да је то била само шала. Дијего касније схвата да стварно воли Роберту и пита је да му буде девојка, али га она одбија. Али он не одустаје даје јој поклоне, пева јој серенаде … Роберта пристаје, али касније раскида са њим, јер мисли да се он вратио на старо. Роберта схвата да је то био неспоразум и покушава да врати Дијега, али је он одбија, јер му се не свиђа то што су час у вези, а час нису. Роберта проналази Дијегову мајку. Они се мире иу вези су до краја … средње школе, а можда и дуже.
Ђовани Мендес Лопес (Кристијан Чавез) се у ствари зове Хуан. Његови најбољи пријатељи су Дијего и Томас. Он је веома смешан. Стално се смеје и увек уноси добру атмосферу у друштво. Он је најпопуларнији у одељењу и стално се завитлавају. Нарочито је карактеристичан по сталним променама боје косе (од плаве, преко наранџасте, до љубичасте). Потиче из сиромашне породице, која је на лутрији добила велико богатство. Ђовани са стиди свог порекла покушава да то сакрије. Рачуновођа његових родитеља краде им све паре и одлази у иностранство, тако да његовом оцу остаје само мала месара. Често лаже девојке да би их освојио. Он не може да остане веран једној девојци, зато је и пропала његова веза са Вико. У другој сезони он улази у везу са Агустином, која му стално даје скупе поклоне. Он има добро срце, али пре би изабрао богату девојку коју не подноси, него сиромашну девојку коју воли. Био је члан "La Logia", док није помогао Теу да побегне.
Викторија Пас (Анђелик Бојер) је из просечне породице, где нико не мари за њу. Стипендиста је, тако да јој Ложа загорчава живот. У школи је окарактерисана као „лака девојка“, јер, по причама, нема момка са којим она није била. Њу то не дотиче, све док се не посвађа са Мијом. Али, онда се мире. Њен животни мото је да промени триста мушкараца, а да онда пронађе принца са милионима и вилама. Миа и Селина су јој најбоље другарице. Миа јој даје своју одећу и говори јој: „Вико, ти си мој најбољи пројекат!". Она је девојка из радничког насеља која покушава да доспе у високо друштво. То јој полази за руком захваљујући пријатељици Мији Колучи која је отворила врата породичне куће, родитељи о њој никада нису водили рачуна па ју је васпитавала улица. Њен отац оставио је породицу зарад друге жене па Вико према мушкарцима осећа гађење и чини све да их искористи. Она је била заљубљена у Дијега, али га је преварила са Томасом, у Мигела, али је он схватио да није заиста заљубљен у њу, у Ђованија, али је мислила да ју је он преварио са неком Наташом (а то је у ствари Пилар смислила да би их раставила). Ипак, заљубиће се у Рока, интелигентног момка, идеалиста и страственог борца. Заљубиће се у његове врлине, јер је одувек прижељкивала да их и сама поседује.
Селина Ферер (Естефанија Виљареал) је из богате породице. Мајка је се стиди, јер је дебела. Цели живот стално покушава да смрша, али јој не иде. На почетку се заљубљује у Мигела и страшно се повредила када је он раскинуо са њом, а он је раскинуо са њом зато што је схватио да је у ствари никада није волео већ му је само била драга, али су остали пријатељи. Миа и Вико су јој најбоље другарице, али Миа пре свега, јер се труди да јој покаже да се особа гледа по ономе што има унутра, а не по изгледу. Селина не може да има дечка због изгледа. Мигел јој је био први дечко и он је први схватио и објаснио Селини да није важан изглед него је важно шта имаш у себи и објаснио јој да је у души веома добра девојка. Она је пре била у групи РБД, али је касније ушла Миа уместо ње. Она се касније заљубила у Макса, али он је тада био у вези са Сол. Он је после раскинуо са Сол зато што је схватио да је у ствари заљубљен у Селину. Али за ту везу не сме да сазна Селинина мајка зато што је он сиромашан, а она жели да буде Селина у вези са богатим момком. Касније Селина постаје трудна са Максом који је сада тренутно конобар у Elite Way-у.
Хосе Лухан Ландерос (Зораида Гомес) је дете из сиротишта. Њу потпомаже анонимни старатељ, који избегава да се упозна са Хосе. Уписује је у школу Elite Way, где се она упознаје и спријатељује са Робертом. У једном тренутку, у школу долази Гастон Диестро, који ради као надзорник, и мучи Лухан, дајући јој разне казне. Он обожава да је зачикава и да јој говори да је сироче и да није за Elite Way, што њу много нервира и она започиње истрагу о њему. Сазнаје да му није право име Гастон Диестро и да је он Кобрин син. Сазнала је да јој је хранитељ (тутор), није прави хранитељ и касније сазнаје да јој је прави тутор био Кобра, али он је умро па је постао Гастон. На крају Гастон се налази у болници зато што је имао саобраћајну несрећу. Он јој на крају каже да је воли и после тога је умро у болници и оставио јој је опроштајно писмо. Она је сазнала Гастонову тајну (док је била мала у сиротишту, она је ваљда спасила живот Кобри и даље се не зна како и Кобра је почео да воли више Хосе него Гастона, и зато Гастон толико мрзи Хосе). Она је у вези са Теом током другог дела прве сезоне, касније раскидају због Ракел, али се на средини треће сезоне мире и остају пар до краја серије.
Тео Руис Паласиос (Еди Вилард) је најбољи ученик у разреду. Носи наочаре и изгледа као прави штребер. На први поглед се заљубљује у Роберту, што од њега прави бунтовника. Тео постаје прави фрајер. Најбољи другови су му Мигел и Нико. Мигел је стипендиста, а Тео се на превару учлањује у Ложу да би му помогао. И његов старији брат је био у Ложи, али је он погинуо док се тркао коњима са Теом и због тога га мајка криви за Игнасијеву смрт. У почетку је био заљубљен у Роберту, али се ипак на крају заљуби у Лухан, са којом буде у вези негде до средине друге сезоне, да би раскинуо јер је рекао како је досадна и како га гуши. Неко време буде у вези са Ракел и оставља је због истих разлога због којих је оставио и Хосе са којом ипак буде на крају серије.
Николас Хубер (Родриго Нехме) потиче из јеврејске породице. Али, он то скрива да га другови из разреда не би дискриминисали. Ложа га узима за зуб. Најбољи пријатељ му је Мигел, коме увек помаже када му затреба. У вези је са Лупитом, али им веза запада у кризу када се појави његова друга девојка Карен, за коју Лупита није знала и она раскида са Ником. Разлог његове везе са Карен је банкрот његових родитеља који желе да преко Карениног оца дођу до пара. Лупита и Нико на крају прве сезоне планирају венчање, али то венчање одржава Роберта, тако да се оно фактички и не важи. Пре почетка пете године Нико одлази у Израел, док Лупита остаје у школи. Нико њој све време пише писма која стижу код његове мајке, док Лупита мисли да је он заборавио на њу. Враћа се при крају друге сезоне таман кад Лупита пружа Сантосу шансу и они постају пар. Лупита га одбија и он се враћа у Израел.
Томас Гојколеа (Џек Дуарте) је из богаташке породице Гојколеа. У школи има лоше оцене и зато је често под очевом казном, тако да скоро никада нема новца за себе. Најбољи друг му је Дијего, за ког је спреман све да учини. Он је прави лепотан, мацан и све девојке лудују за њим. Дијего је у почетку био у вези са Вико, али га је она преварила са Томасом и Дијего му је то једва опростио. Био је заљубљен у Лупиту, али од те везе није било ништа јер се она вратила Нику. На почетку друге сезоне је луд за Сол, али га она само искоришћава. Кратко је био заљубљен и у школску конобарицу Аниту, али од тога није било ништа. Затим је неко време у вези са Пилар коју на школском путу превари, али му она пружа нову шансу. У међувремену, док је и даље био у свађи са Пилар се појављује докторка Селесте, која у ствари долази због Ђованија и само се прави да је докторка и Ђовани њен број упише у Томасов телефон, да би испао фер код Августине. Агустина говори Пилар како је Томас вара и Пилар захтева од Томаса да јој све објасни. Након што јој је Томас све објаснио они се мире и остају пар до краја серије.
Сол де ла Рива (Фус) је највећи Мијин ривал. Она има своју групу „Топ грлс“: Сол, Ракел, Мишел и Пилар. Њу Миа зове Поли Покет због косе. Она се у почетку дружила са Селином, али то је било само због користи (да би сазнала шта раде Миа и Вико). Тренутно њена „нај пријатељица“ је Ракел. Покушава да буде топ модел, али са висином од 155 цм јој то баш и не успева. Ко год јој се супротстави, покушава безуспешне освете. У почетку је била са Томасом, али само из користи. На кратко је раставила и Мију и Мигела. Излазила је са пуно момака, али безуспешно. Кратко је била у вези из користи и са Максом, кога је оставила јер је превише био са Селином, а и зато што је сазнала да је Макс остао сиромашан. На крају остаје без икога и отац је у задњој епизоди серије исписује из школе.
Пилар Гандија (Карла Косио) је ћерка директора и због тога је сви мрзе. У првој сезони нема пријатеље и пише анонимна писма због којих су је још више замрзели. Кратко је у вези са Хоакином који долази на пола школске године, али та веза не траје дуго јер Пилар није хтела да спава са њим. На крају прве сезоне уцењује Дијега да ће рећи Роберти за опкладу уколико не среди да она буде са Томасом. У другој сезони са Сол оснива групу " Топ Грлс " коју и напушта након неког времена. У вези је са Томасом са којим раскида два пута, али на крају серије ипак остају заједно.
Долорес Фернандес (Вивијана Рамос) је Лупитина млађа сестра. Лупиту мрзи јер јој родитељи причају да се угледа на њу и на њено понашање и оцене. Лола је у почетку заљубљена у Леонарда, који се заљубљује у Лупиту, а касније у Сантоса који је такође заљубљен у Лупиту. Кратко време је Дијегу служила као мамац да би Роберта била љубоморна. Сазнаје да је усвојена, али се након тога још више зближава са Лупитом. Најбоље другарице су јој Августина и Бијанка.
Алма Реј (Нинел Конде) је популарна естрадна звезда и лепотица. Роберта је њена кћерка из једне од њених многобројних веза. Сви мисле да је Робертин отац шпански бизнисмен Антонио Пардо, али је њен отац у ствари Мартин Реверте. Свиђа јој се Франко Колучи (она га зове „Кулочи“, што значи Дупеглави), али не жели то никоме да призна, па ни себи. Слаже се са свом децом из школе, јер је сви знају, воле и поштују. Често помаже Мији, што много смета Роберти. Алма много пати кад Роберта сазна да јој је Мартин отац и сели се код њега. Она се ипак мири са Робертом. На крају се удала за Франка Колучија и њих двоје заједно усвајају Хосе Лухан.
Антонио Пардо (Фернандо Морин) је бизнисмен из Шпаније. Има кћерку Роберту из везе са Алмом (макар он тако мисли). Слабо виђа Роберту и нимало је не познаје. Алма уписује Роберту у Elite Way School да би она побегла од његових претњи да ће јој одузети кћерку. Роберта ће бити присиљена да оде са њим на месец дана у Шпанију, али након неког времена бежи кроз хотелски прозор и враћа се у школу.
 Мартин (Октавио) Реверте (Лисандро Гуаринос) је још један од Алминих љубавника и он је у ствари прави Робертин отац. Долази у Elite Way School, представља се као Октавио Реверте и предаје ликовно. Међутим, Алма га је брзо препознала и прозрела. Роберта га брзо заволи, а након што сазна истину да јој је он отац, сели се код њега и узима очево презиме.
Франко Колући (Хуан Ферара) је мексички бизнисмен. Због посла јако ретко виђа кћерку и зато јој све допушта. Труди се да Мији постави границе, али то често ради погрешно. Запошљава Мигела и безусловно му верује. Заљубљен је у Алму, иако то не жели да призна. Забавља се са Валеријом, својом љубављу из младости, не слутећи да Валерија само жели да се освети њему зато што је оставио пред венчање да би био са Мијином мајком, Марином.
Марина Касерес Колући (Најлеа Норвинд) је Мијина мајка. Пре удаје за Франка Колучија је била члан једног бенда и имала је проблема са дрогом. Напушта породицу да јој не би наносила још више штете. Касније се враћа јер жели да поправи однос са кћерком.
Леон Бустаманте (Енрике Роча) је градоначелник, који је каријеру ставио испред свега и потпуно је заборавио чињеницу да има породицу. Од Дијега очекује да га наследи и забрањује му да свира у бенду РБД. Дијего се труди да се ослободи од очевог утицаја, али му то не иде баш најбоље.
Мабел Бустаманте (Синтиа Копели) је Дијегова мајка. Она храбри сина да се бави музиком и брани га од Леона, од кога се после и разведе, али се на крају серије враћа.

## Улоге
| Глумац                  | Улога              |
| ----------------------- | ------------------ |
| Анаи Пуенте             | Миа                |
| Алфонсо Ерера           | Мигел              |
| Кристофер Укерман       | Дијего             |
| Маите Перони            | Гвадалупе „Лупита“ |
| Дулсе Марија            | Роберта            |
| Кристијан Чавез         | Хуан „Ђовани“      |
| Зораида Гомес           | Хосе Лухан         |
| Карла Косио             | Пилар              |
| Естефаниа Виљареал      | Селина             |
| Џек Дуарте              | Томас              |
| Еди Вилард              | Тео                |
| Анђелик Бојер           | Викторија „Вико“   |
| Родриго Нехме           | Николас            |
| Енрике Роча             | Леон               |
| Хуан Ферара             | Франко             |
| Нинел Конде             | Алма               |
| Лисандро Гуаринос       | Мартин Октавио     |
| Патрисио Боргети        | Енрике             |
| Летисија Пердигон       | Мајра              |
| Гретел Валдес           | Рената             |
| Тони Далтон             | Гастон             |
| Вивијана Рамос          | Долорес „Лола“     |
| Алисон Лосано           | Бјанка             |
| Дијего Гонзалез         | Роко               |
| Синтија Копел           | Мабел              |
| Добрина Лиубомирова     | Јоли               |
| Франсиско Авендано      | Густаво            |
| Херардо Клеин           | Фернандо           |
| Грисел Маргарита        | Анита              |
| Хесус Фалкон            | Аугусто            |
| Марко Антонио Валдес    | Данте              |
| Мајк Бијађо             | Хавијер            |
| Лурдес Канале           | Илда               |
| Карлос Хирон            | Иван „Роџер“       |
| Паола Лават             | Марсија            |
| Патрисија Мартинес      | Луиса              |
| Роберто Миранда         | Косме              |
| Марија Фернанда Гарсија | Алисија            |
| Фернанда де лас Фуентес | Ракел              |
| Мајкл Гурфинкел         | Хоакин             |
| Марија Фернанда Мало    | Сол                |
| Дерик Џејмс             | Сантос             |
| Ајтор Итуриос           | Естебан            |
| Ана Болен               | Белен              |
| Карлос Баларт           | Донато             |
| Елејзер Гомес           | Леонардо Франсиско |
| Ернесто Диас            | Маурисио           |
| Антонио Саинс           | Ињаки              |
| Фернандо Морин          | Антонио            |
| Габријела Бермудез      | Елена              |
| Хектор Гомес            | Хиларио            |
| Хулио Камехо            | Мауро              |
| Лиуба де Ласе           | Каталина           |
| Малиљани Марин          | Лус Вивијана       |
| Маноло Диез             | Пепа               |
| Серхио Гарсија          | Родриго            |
| Дилан Обед              | Марселино          |
| Најлеа Норвинд          | Марина             |
| Ашли Ерика              | Паула              |
| Маримар Де Ла Вега      | Сабрина            |
| Клаудија Шмит           | Сабрина            |
| Хилари Даф              | Хилари             |
| Еухенио Сиљер           | Лусијано           |
| Хосе Рон                | Ензо               |